# Crematogaster chungi
Crematogaster chungi är en myrart som beskrevs av Brown 1949. Crematogaster chungi ingår i släktet Crematogaster och familjen myror. Inga underarter finns listade i Catalogue of Life.